# Point d'équilibre (mathématiques)
 (décembre 2024).
Si vous disposez d'ouvrages ou d'articles de référence ou si vous connaissez des sites web de qualité traitant du thème abordé ici, merci de compléter l'article en donnant les références utiles à sa vérifiabilité et en les liant à la section « Notes et références ».

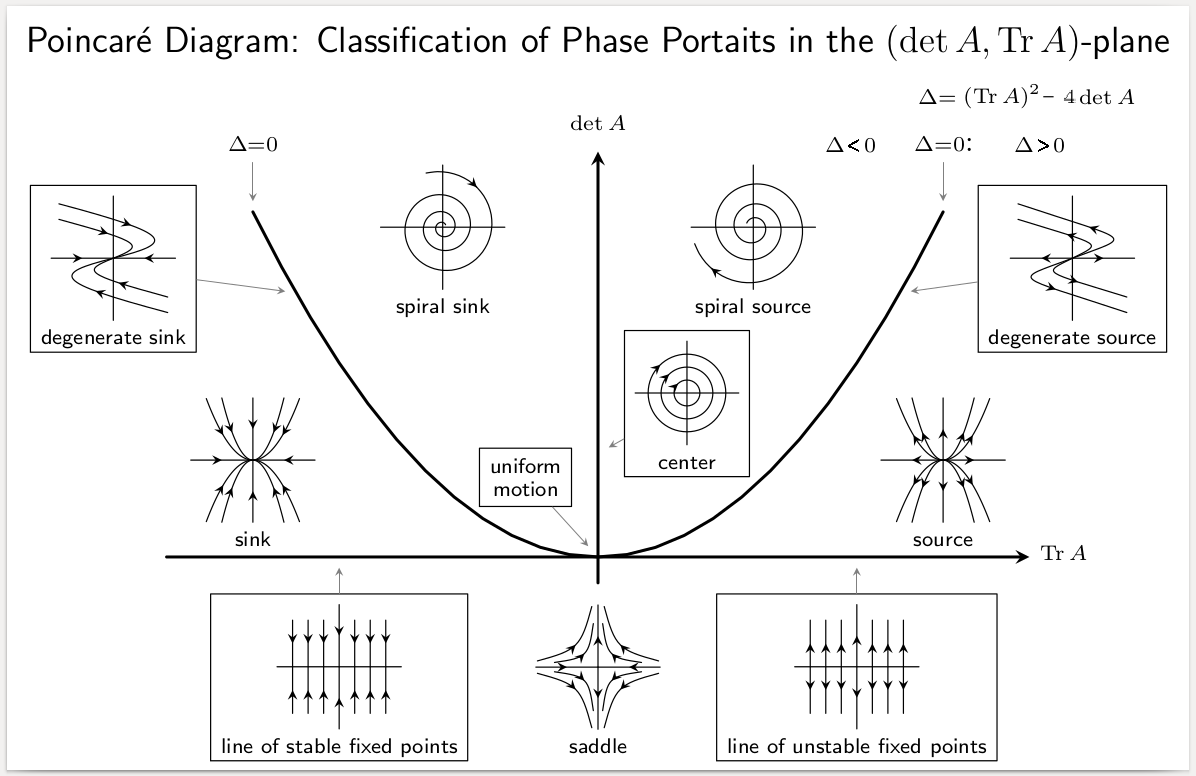
Diagramme de stabilité classant les applications de Poincaré d'un système autonome linéaire comme stables ou instables selon leurs caractéristiques. La stabilité augmente généralement vers la gauche du diagramme. Certains puits, sources ou nœuds sont des points d’équilibre.

En mathématiques, plus précisément dans les équations différentielles, un point d’équilibre est une solution constante à une équation différentielle.

## Définition formelle
Le point {\displaystyle {\tilde {\mathbf {x} }}\in \mathbb {R} ^{n}} est un point d'équilibre pour l'équation différentielle
{\displaystyle {\frac {d\mathbf {x} }{dt}}=\mathbf {f} (t,\mathbf {x} )}
si {\displaystyle \mathbf {f} (t,{\tilde {\mathbf {x} }})=\mathbf {0} } pour tout {\displaystyle t}.
De même, le point {\displaystyle {\tilde {\mathbf {x} }}\in \mathbb {R} ^{n}} est un point d'équilibre (ou point fixe) pour l'équation définie par récurrence
{\textstyle \mathbf {x} _{k+1}=\mathbf {f} (k,\mathbf {x} _{k})}
si {\displaystyle \mathbf {f} (k,{\tilde {\mathbf {x} }})={\tilde {\mathbf {x} }}} pour {\displaystyle k=0,1,2,\ldots }.

Simulation de la dynamique autour des quatre types de points fixes habituels en dimension 2.

Les équilibres peuvent être classés en regardant les signes des valeurs propres de la linéarisation des équations par rapport aux équilibres. C'est-à-dire qu'en évaluant la matrice jacobienne à chacun des points d'équilibre du système, puis en trouvant les valeurs propres résultantes, les équilibres peuvent être catégorisés. Le comportement du système au voisinage de chaque point d’équilibre peut alors être déterminé qualitativement (ou même quantitativement, dans certains cas), en trouvant le(s) vecteur(s) propre(s) associé(s) à chaque valeur propre.
Un point d'équilibre est hyperbolique si aucune des valeurs propres n'a de partie réelle nulle. Si toutes les valeurs propres ont des parties réelles négatives, le point est stable . Si au moins une des parties réelles est positive, le point est instable . Si au moins une des valeurs propres a une partie réelle négative et au moins une a une partie réelle positive, l'équilibre est un point col et il est instable. Si toutes les valeurs propres sont réelles et ont le même signe, le point est appelé un nœud.

## Lectures complémentaires
- William E. Boyce et Richard C. DiPrima, Elementary Differential Equations and Boundary Value Problems, 10th, 2012 (ISBN 978-0-470-45831-0)
- Lawrence Perko, Differential Equations and Dynamical Systems, 3rd, 2001, 102–104 p. (ISBN 1-4613-0003-7, lire en ligne)